# Kevin Tapani
Kevin Tapani é um ex-beisebolista norte-americano.

## Carreira
Kevin Tapani foi campeão da World Series 1991 jogando pelo Minnesota Twins. Na série de partidas decisiva, sua equipe venceu o Atlanta Braves por 4 jogos a 3.